# Выборы губернатора Свердловской области (1995)
Выборы губернатора Свердловской области состоялись в августе 1995 года. Проходили в два тура, состоявшиеся 6 и 20 августа 1995 г.

## Участники
Участвовало 9 кандидатов:
- Гайсин Малик Фавзавиевич (род. 1959), генеральный директор Средне-Уральского АО, выдвинут группой избирателей.
- Зяблицев Евгений Геннадьевич (род. 1965), генеральный директор ТОО «Русский дом», президент Уральского представительства АО «Интеруголь», выдвинут общественным объединением «Зяблицев-Фонд».
- Кадочников Владимир Дмитриевич (род. 1943), генеральный директор корпорации «Русская печь», выдвинут Свердловской областной организацией КПРФ.
- Калетин Андрей Александрович (род. 1958), генеральный директор АО «Завод электромедицинской аппаратуры», выдвинут группой избирателей.
- Мартьянов Сергей Викторович (род. 1954), кинорежиссёр Свердловской киностудии, выдвинут Средне-Уральской региональной организацией ЛДПР.
- Некрасов Леонид Васильевич (род. 1958), депутат Государственной Думы, выдвинут группой избирателей.
- Россель Эдуард Эргартович (род. 1937), председатель Свердловской областной Думы, выдвинут общественным объединением «Преображение Урала».
- Страхов Алексей Леонидович (род. 1942), глава администрации Свердловской области, выдвинут группой избирателей.
- Трушников Валерий Георгиевич (род. 1950), первый заместитель главы администрации Свердловской области, выдвинут группой избирателей.

## Итоги
В первом туре ни один из претендентов не набрал 50 % голосов, поэтому был назначен второй тур выборов. По результатам первого тура лидировали два претендента: глава Областной Думы Эдуард Россель (28,5 % голосовавших) и действующий глава областной администрации Алексей Страхов (26 %). Главу Администрации поддержали местные отделения движения «Наш дом - Россия», партии «Демократический выбор России» и движения «Вперёд, Россия!», а главу законодательного органа — получивший 22,3 % голосов Валерий Трушников. В противовес идее Росселя о «статусе республики для области» Страхов выдвигал идею «равноправия всех регионов».
Во втором туре выборов 20 августа 1995 года с большим перевесом (59 % голосов) победил Эдуард Россель.